# Sotho-Tswana (S.30) jezici
Sotho-Tswana (S.30) jezici,podskupina od (8) nigersko-kongoanskih jezika iz centralne bantu skupine u zoni S. Govore se na području država Bocvana, Južnoafrička Republika, Mozambik i Lesoto. Predstavnici su: 
a. Kgalagadi (1): kgalagadi;
b. Sotho (4): 
b1. sjeverni/Northern (2):ndebele, (sjeverni sotho);
b2. Južni/Southern (1): sotho (južni sotho),
birwa,
c. Tswana (1): tswana;
lozi;
tswapong.

## Vanjske poveznice
- Ethnologue (14th)
- Ethnologue (15th)